# Westgate (Tyne and Wear)
Westgate var en civil parish från 1866 till 1914 då den blev en del av Newcastle upon Tyne, i grevskapet Northumberland (nu Tyne and Wear), i England. Denna civil parish hade 27 607 invånare år 1911. Denna ward hade 10 059 invånare år 2011.